# Bianwen
Bianwen (chiń. upr. 变文; chiń. trad. 變文; pinyin biànwén; Wade-Giles pien-wen; dosł. „odmieniony tekst”) – gatunek literacki, wywodzący się z sutr, siastr i dżatak, tworzony w Chinach w okresie panowania dynastii Tang. Bianwen pojawiły się wraz z misjonarzami buddyjskimi, którzy wykorzystywali je do propagowania nowej wiary. Były to dłuższe teksty, złożone z partii poetyckich o regularnej długości wersów, często rymowanych, przeplatanych krótszymi fragmentami pisanymi rytmizowaną prozą. Pierwotnie bianwen były tekstami stricte buddyjskimi, opowiadającymi o życiu Buddy. W miarę upływu czasu zaczęły być ubogacane wstawkami historycznymi czy romansowymi, a treść wypełniały opowieści niebuddyjskie, wzięte z folkloru. 
Ze względu na swój prosty, adresowany do ludu styl, bianwen nigdy nie zyskały sobie uznania wśród elit i uważane były za gorszy rodzaj literatury. Z powodu funkcjonowania poza elitarną kulturą oficjalną bianwen pozostały dziełami anonimowymi, a ich tworzeniem nie zajmowali się szanowani poeci, mimo że często były to utwory o wysokich walorach poetyckich.
Forma bianwen wywarła wpływ na rozwój późniejszego chińskiego teatru.